# Estado pendular

Estados pendulares en las elecciones presidenciales de Estados Unidos de 2012. Barack Obama ganó aproximadamente por un 4̤ % en el escrutinio total; Esto hizo que ganara en los estados más disputados excepto en Carolina del Norte.
Estados en los que ganó el republicano Mitt Romney por 0-4 %
Estados en los que ganó el demócrata Barack Obama por 0-4 %
Estados en los que ganó el demócrata Barack Obama por 4-8 %

Un estado pendular (en inglés swing state), también llamado estado en disputa (battleground state) o estado púrpura (purple state), es, en la política presidencial de los Estados Unidos, una expresión mediática para referirse a aquellos estados que no tienen un candidato claro en las encuestas. La expresión de estado púrpura viene del hecho de que un estado que no es claramente mayoritariamente demócrata (azul) ni mayoritariamente republicano (rojo), es por tanto "púrpura", ya que este color es el resultado de mezclar rojo y azul en una paleta. 
Estos estados suelen ser los objetivos primordiales de los dos grandes partidos en las elecciones presidenciales, el candidato que gane en estos estados tiene mayores posibilidades de ganar las elecciones. Por otra parte los "estados no pendulares" (non-swings states) suelen llamarse también "estados seguros" (safe states) ya que se sabe, a través de encuestas o por tradición de voto, el candidato que va a ser elegido por ese estado.
La existencia de estados pendulares y seguros se debe a que el presidente de Estados Unidos no se elige por voto directo, sino que los ciudadanos eligen a miembros del Colegio Electoral. Salvo en Maine y Nebraska, todos los electores de un estado se asignan al partido que obtuvo más votos en ese estado. Por tanto, un estado se considera seguro si las encuestas dan que un partido tiene gran ventaja con respecto al otro, y en caso contrario se lo considera pendular.
Como consecuencia, la campaña electoral se centra en los estados pendulares, donde ambos partidos consideran que tienen oportunidades de ganar. En cambio, en los estados seguros la campaña es mucho más reducida, lo que incluye los tres estados más poblados: California, Texas y Nueva York.

## Estado péndulo o bisagra
En castellano también se emplea estado "péndulo" y estado "bisagra" para referirse a este término. La fundación Fundéu RAE recomienda desde 2020 el uso de estado bisagra, estado pendular o incluso estado duduso como términos alternativos al anglicismo swing state:

Expresiones como estados bisagra o estados pendulares son alternativas preferibles en español a swing states. [...] Puesto que este concepto puede expresarse de diversas maneras en español, no hay razón para emplear el anglicismo existiendo opciones como estado bisagra (cuyo plural recomendable es estados bisagra, mejor que estados bisagras), estado pendular o estado dudoso.

## Trasfondo

Mapa de los estados por partisan lean en las Elecciones presidenciales de Estados Unidos de 2024, ponderado en relación con el margen de voto popular nacional (1,5% a favor del candidato del Republicano, Donald Trump, sobre el candidato del Demócrata, Kamala Harris)
Leyenda (color más oscuro indica un margen mayor en intención de voto):
Intención de voto de >10 puntos para Harris
Intención de voto de 5–10 puntos para Harris
Intención de voto de <5 puntos para Harris
Intención de voto de <5 puntos para Trump
Intención de voto de 5–10 puntos para Trump
Intención de voto de >10 puntos para Trump

En las elecciones presidenciales de Estados Unidos, cada estado es libre de decidir el método mediante el cual se elegirán sus electores para el Colegio Electoral. Para aumentar su poder de voto en el sistema del Colegio Electoral, cada estado, con excepción de Maine y Nebraska, ha adoptado un sistema en el que el ganador se lo lleva todo, en el que el candidato que obtiene los votos más populares en un estado gana todos los votos electorales de ese estado.
La expectativa era que los candidatos velaran por los intereses de los estados con más votos electorales. Sin embargo, en la práctica, la mayoría de los votantes tienden a no cambiar su lealtad partidista de una elección a otra, lo que lleva a los candidatos presidenciales a concentrar su tiempo y recursos limitados en campañas en aquellos estados que creen que pueden inclinarse hacia ellos o evitar que los estados se alejen de ellos, y a no gastar tiempo o recursos en estados que esperan ganar o perder.
Debido al sistema electoral, las campañas están menos preocupadas por aumentar el voto popular nacional de un candidato, y tienden en cambio a concentrarse en el voto popular sólo en aquellos estados que proporcionarán los votos electorales que necesita para ganar las elecciones, ya que muchos candidatos exitosos han perdido el voto popular pero ganaron el colegio electoral.
En resultados electorales anteriores, los candidatos republicanos habrían esperado ganar fácilmente en la mayoría de los estados montañosos y las Grandes Llanuras, como Idaho, Wyoming, las Dakotas, Montana, Utah, Kansas, Oklahoma y Nebraska, la mayor parte del Sur, incluidos Alabama, Mississippi, Luisiana, Arkansas, Tennessee, Kentucky, Carolina del Sur, Missouri, Texas y Virginia Occidental, así como Alaska. Los demócratas suelen tomar los estados del Atlántico Medio, incluidos Nueva York, Nueva Jersey, Maryland, Virginia y Delaware, Nueva Inglaterra, particularmente Vermont, Massachusetts, Rhode Island y Connecticut, los estados de la costa oeste de California, Oregón, Washington, Hawai y los estados del suroeste de Colorado y Nuevo México, así como los estados de los Grandes Lagos de Illinois y Minnesota.
Sin embargo, algunos estados que votan sistemáticamente por un partido a nivel presidencial eligen ocasionalmente a un gobernador del partido opuesto; Este es actualmente el caso de Vermont y Virginia, que tienen gobernadores republicanos, así como de Kentucky y Kansas, que actualmente tienen gobernadores demócratas. Incluso en años de elecciones presidenciales, los votantes pueden dividir las listas presidenciales y de gobernador. En 2024, esto ocurrió en tres estados: Carolina del Norte, Vermont y New Hampshire. Vermont y New Hampshire eligieron gobernadores republicanos, incluso cuando la demócrata Kamala Harris ganó ambos estados. Carolina del Norte, a pesar de votar por el republicano Donald Trump, eligió un gobernador demócrata. Carolina del Norte ha elegido un gobernador demócrata en cada elección de gobernador simultánea en la que Donald Trump fue el candidato presidencial republicano, por un margen notablemente amplio en 2024.
En Maine y Nebraska, el reparto de votos electorales es paralelo al de los senadores y representantes estadounidenses. Dos votos electorales van al candidato que gana la pluralidad de votos en todo el estado, y un candidato obtiene un voto electoral adicional por cada distrito del Congreso en el que recibe una pluralidad. Ambos estados tienen relativamente pocos votos electorales: un total de 4 y 5, respectivamente. Nebraska ha dividido sus votos desde 1992, y Maine lo ha hecho desde 1972. Cada estado ha dividido sus votos electorales solo tres veces desde la implementación: las tres veces que el segundo distrito de Maine dio un voto a Donald Trump, en 2016, 2020 y 2024; mientras que Obama en 2008, Biden en 2020 y Harris en 2024 obtuvieron la votación del segundo distrito de Nebraska en sus respectivas contiendas.

## Crítica
El Colegio Electoral alienta a los activistas políticos a centrar la mayor parte de sus esfuerzos en cortejar a los votantes de los estados indecisos. Los estados en los que las encuestas no muestran un favorito claro suelen ser objeto de una mayor tasa de visitas de campaña, publicidad televisiva y esfuerzos para conseguir el voto por parte de los organizadores y debates de los partidos. Según Katrina vanden Heuvel, periodista de The Nation, "cuatro de cada cinco" votantes en las elecciones nacionales son "absolutamente ignorados".
Dado que la mayoría de los estados utilizan un acuerdo en el que el ganador se lo lleva todo, en el que el candidato con más votos en ese estado recibe todos los votos electorales del estado, existe un claro incentivo para centrarse casi exclusivamente en unos pocos estados indecisos. Por el contrario, muchos estados con grandes poblaciones, como California, Texas y Nueva York, en elecciones recientes han sido considerados "seguros" para un partido en particular y, por lo tanto, no son una prioridad para las visitas de campaña y el dinero. Mientras tanto, doce de los trece estados más pequeños se consideran seguros para cualquiera de las partes; sólo New Hampshire es regularmente un estado indeciso. Además, las campañas dejaron de montar esfuerzos electorales a nivel nacional en los últimos meses cerca o al final de las devastadoras elecciones de 2008, y más bien se dirigieron sólo a un puñado de estados indecisos.